# 重火器小隊
重火器小隊（じゅうかきしょうたい、Heavy weapons platoon；HWP）は、一般的に複数人で運用する兵器（機関銃や迫撃砲、肩撃ち式ミサイル/RPG、火炎放射器、グレネードランチャー、対戦車兵器、または携行可能だが歩兵が一人では戦闘時に運搬し操作するのが難しいほどの重量があるその他の兵器）を装備する歩兵小隊を指す軍事学における用語である。
重火器小隊は兵器中隊または機動支援中隊（ maneuver support company）に編成され、標準支給の小銃で武装した軽歩兵ライフル中隊を支援するために重火器を運搬・使用することに重点を置いている。

## イギリス陸軍

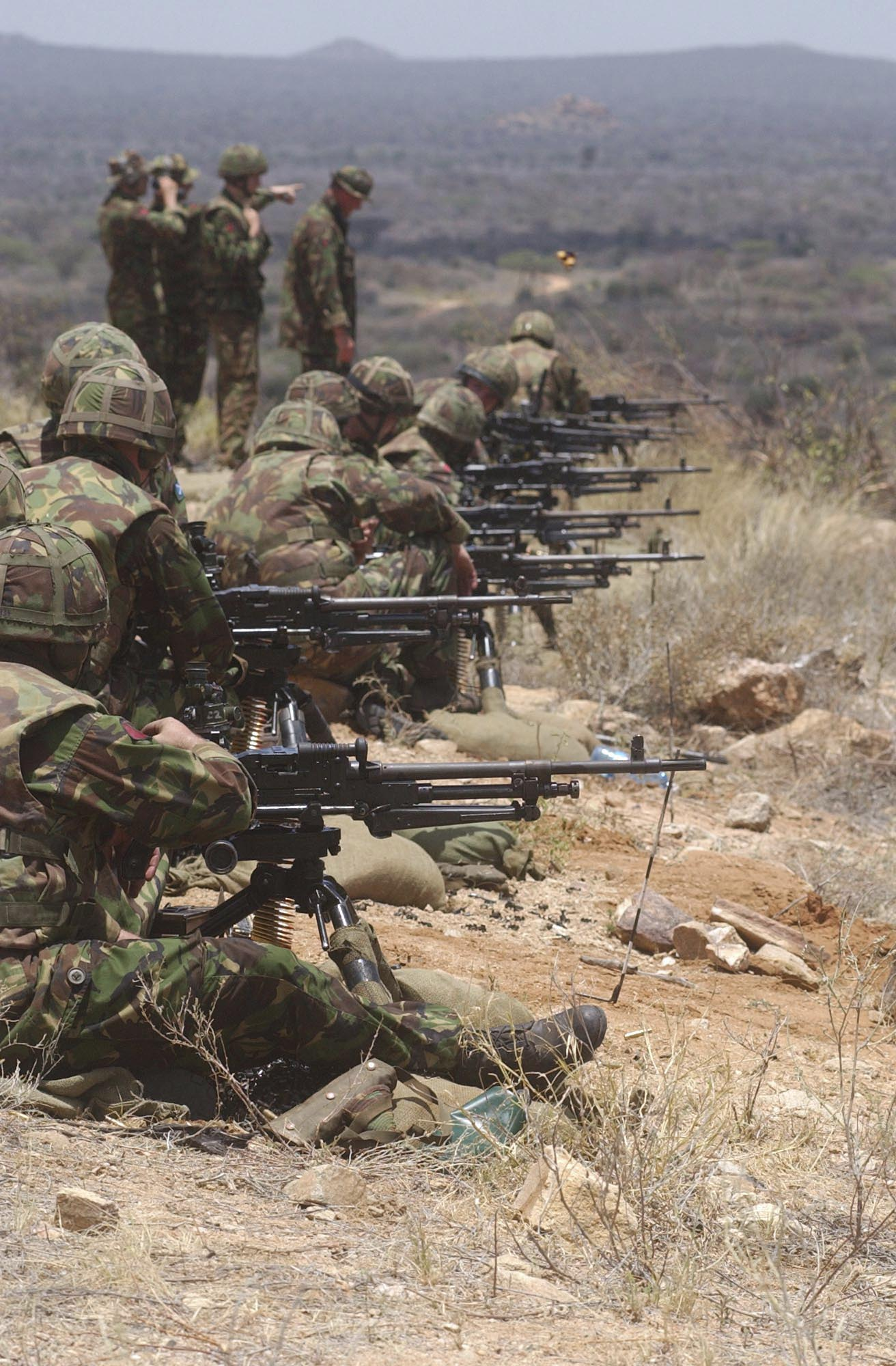
ケニアでの「グランプリ（Grand Prix）」演習中のウスターシャー&シャーウッド・フォレスターズ連隊第1大隊支援中隊の機関銃小隊

イギリス陸軍の機動支援中隊は、8門のFGM-148 ジャベリンを装備した対戦車小隊と偵察小隊、迫撃砲小隊（81ミリ迫撃砲を8門装備）、突撃工兵小隊を擁し、軽戦闘大隊の場合は（FN MAG汎用機関銃9門を装備した）機関銃小隊を擁している。

## アメリカ陸軍の規則
アメリカ陸軍規則320-5（「AR 320-5」）によると、「重火器」とは「通常、迫撃砲や榴弾砲、銃、重機関銃、無反動砲など、歩兵装備の一部である武器」すべてを指す。